# Grondwet van Noord-Korea
De Socialistische Grondwet van de Democratische Volksrepubliek Korea (officieel de Kim Il-sung- en Kim Jong-il-grondwet) is de hoogste wet van Noord-Korea. De wet werd in december 1972 aangenomen door de eerste Opperste Volksvergadering en is in juni 2016 voor het laatst geamendeerd. De eerste Noord-Koreaanse constitutie werd aangenomen in 1948, toen de Democratische Volksrepubliek Korea werd gesticht.
In de preambule wordt op positieve wijze beschreven hoe Kim Il-sung de republiek creëerde. Aan het eind van de preambule is bepaald dat de Democratische Volksrepubliek Korea, onder leiding van de Koreaanse Arbeiderspartij, de "grote kameraden" Kim Il-sung en Kim Jong-il zal handhaven als Noord-Korea's eeuwige leiders. Het document zelf wordt in dit deel uitgelegd als "de codificatie van de op de Juche geënte ideeën van de grote leiders kameraad Kim Il-sung en kameraad Kim Jong-il over staatsvorming en hun heldendaden daartoe".
De rest van de wet is verdeeld in zeven hoofdstukken. Hierin staat beschreven dat de burgerlijke en politieke klassieke grondrechten, zoals vrijheid van meningsuiting, het recht op een eerlijk proces, en de vrijheid van godsdienst beschermd worden. Ook wordt het sociale grondrecht van elke burger op werk, gratis onderwijs, voedsel en gratis gezondheidszorg bevestigd.
De grondwet presenteert een ideaalbeeld van de samenleving. In de praktijk kan, door onderliggende wetten alsmede de sociale en economische omstandigheden, het ideaalbeeld zelden bereikt worden.